# Staffan Jönsson
Staffan Jönsson, född 7 oktober 1981, är en svensk friidrottare (diskus), tävlande för Hässelby SK. Han vann SM-guld i diskus år 2005.
Vid junior-VM i Santiago i Chile 2000 deltog han i diskuskastning och placerade sig på 28:e plats i kvalet med 45,51.
Vid U23-EM i Bydgoszcz i Polen 2003 placerade han sig på 14:e plats i kvalet med 53,14.

## Personliga rekord
| Utomhus - Kula – 16,62 (Karlstad 6 augusti 2004) - Kula – 15,38 (Helsingborg 19 augusti 2005) - Diskus – 59,71 (San Diego, Kalifornien, USA 22 april 2006) - Slägga – 49,41 (Vellinge 15 augusti 2003) | Inomhus - Kula – 16,14 (Nampa, Idaho, USA 5 februari 2005) - Kula – 16,78 (Nampa, Idaho, USA 24 februari 2006) - Viktkastning – 19,97(Nampa, Idaho, USA 28 januari 2006) |